# Astragalus subverticillatus
Astragalus subverticillatus är en ärtväxtart som beskrevs av Nikolai Fedorovich Gontscharow. Astragalus subverticillatus ingår i släktet vedlar, och familjen ärtväxter. Inga underarter finns listade i Catalogue of Life.